# 豊岡市立出石中学校
豊岡市立出石中学校（とよおかしりつ いずしちゅうがっこう）は、兵庫県豊岡市出石町にある公立中学校。

## 沿革
- 1947年（昭和22年）4月 - 出石町立出石中学校開校、弘道小学校に併設。
  - 室埴村立室埴中学校開校、福住小学校に併設。
  - 小坂村立小坂中学校開校、小坂小学校に併設。
  - 神美村立神美中学校小野分校開校、小野小学校に併設。
- 1952年（昭和27年）10月 - 出石町室埴村組合立出石中学校と改称、室埴中を統合。
- 1954年（昭和29年）9月 - 出石町室埴村小坂村神美村四ヶ町村組合立出石中学校と改称、小坂中・神美中小野分校を統合、新校舎落成。
- 1957年（昭和32年）9月 - 町村合併により出石町立出石中学校と改称。
- 1967年（昭和42年）2月 - 出石学園分校開設。
- 1974年（昭和49年）3月 - 出石学園分校閉校、兵庫県立出石養護学校（現・兵庫県立出石特別支援学校）として独立。
- 1999年（平成11年）3月 - 建築家宮脇檀設計による新校舎落成。
- 2005年（平成17年）4月 - 出石町合併により豊岡市立出石中学校と改称。

## 部活動

### 運動部
- 野球部
- 陸上競技部
- 女子バレーボール部
- バスケットボール部
- ソフトテニス部
- 卓球部

### 文化部
- 吹奏楽部
- コンピュータ部
- 美術部

## 校区
- 豊岡市立弘道小学校
- 豊岡市立福住小学校
- 豊岡市立小野小学校

## 交通アクセス
- 西日本旅客鉄道（JR西日本）山陰本線 江原駅から
  - 全但バス出石行き「出石中学校前」下車

## 著名な出身者
- 能見篤史（元プロ野球選手）
- 井上香織（元バレーボール選手）

## 通学区域が隣接している学校
- 朝来市立和田山中学校
- 養父市立養父中学校
- 養父市立八鹿青渓中学校
- 豊岡市立日高東中学校
- 豊岡市立豊岡南中学校
- 京都府京丹後市立久美浜中学校